# Ezerjófű
Az ezerjófű (Centaurium) a tárnicsfélék (Gentianaceae) családjába tartozó növénynemzetség, melybe 20 növényfajt sorolnak. Az ezerjófüvek egy- vagy kétéves, illetve évelő lágy szárú növények, portokjaik spirális csavarodásúak. Elsősorban a Mediterráneum térségében élnek.
Magyarországon három fajuk honos: a kis ezerjófű (C. erythraea), a lápi ezerjófű(C. uliginosum vagy C. littorale ssp. uliginosum) és a csinos ezerjófű (C. pulchellum). Habár mindhárom gyógynövény, közülük mégis a kis ezerjófű az, amelyiket Magyarországon gyógynövényként elsősorban felhasználnak, mivel a három közül ez a leggyakoribb – ezt a fajt is nevezik egyszerűen ezerjófűnek. Ennek megfelelően a Centaurii herba tulajdonképpen a kis ezerjófű drogját jelenti.

## Elnevezése
A latin Centaurium nevet egyesek szerint egy Khiron nevű kentaurtól kapta, aki fölfedezte a növény gyógyító hatását, mások szerint a centum és az aureum szavak összevonásából származik, amely arra vonatkozik, hogy igen becses, 100 aranyat érő fű.[forrás?]

## Rendszertani helyzete
2004 előtt a nemzetségbe mintegy 50 növényfajt soroltak, melyek Európa, Ázsia, Amerika, Ausztrália és Óceánia területén élnek, azonban ekkor a nemzetség még polifiletikus csoportnak számított. 2004-ben rendezték ezt a helyzetet, a polifiletikus nemzetséget négy monofiletikus csoportra bontották: a közel 50 fajból mindössze 20 faj maradt a monofiletikus ezerjófű (Centaurium) nemzetségben, a többi faj pedig átkerült a szintén monofiletikus Gyrandra, Schenkia és Zeltnera nemzetségekbe.

## Fajok
A 2004-es rendszertani rendezés után az alábbi fajok tartoznak az ezerjófű (Centaurium) nemzetségbe:
- Centaurium barrelieri (Duf.) F. Q. & Rothm.
- Centaurium bianoris (Sennen) Sennen
- Centaurium calycosum (Buckley) Fernald
- Centaurium capense Broome
- Centaurium centaurioides (Roxb.) Rolla Rao & Hemadri
- Centaurium chloodes (Brot.) Samp.
- Centaurium davyi (Jeps.) Abrams
- Centaurium erythraea Rafn – kis ezerjófű
- Centaurium exaltatum (Griseb.) W. Wight ex Piper
- Centaurium favargeri Zeltner
- Centaurium gypsicola (Boiss. & Reut.) Ronniger
- Centaurium littorale (D. Turner) Gilmour – tengerparti ezerjófű

Ebben a rendszertani felfogásban a lápi ezerjófű (itt: C. littorale subsp. uliginosum) a tengerparti ezerjófű egyik alfaja
- Centaurium mairei Zeltner
- Centaurium majus (Hoffmgg. & Link) Ronniger
- Centaurium malzacianum Maire
- Centaurium maritimum (L.) Fritch
- Centaurium pulchellum (Sw.) Druce – csinos ezerjófű
- Centaurium quadrifolium (L.)
- Centaurium scilloides (L. fil.) Samp.
- Centaurium serpentinicola A. Carlström
- Centaurium somedanum Lainz
- Centaurium suffruticosum (Griseb.) Ronniger
- Centaurium tenuiflorum (Hoffmgg. & Link) Fritsch
- Centaurium turcicum (Velen.) Ronnige